# Чебишовський альтернанс
Чебишовський альтернанс (або просто альтернанс) — в математиці такий набір точок {\displaystyle t_{1}<t_{2}<...<t_{n}}, в яких неперервна функція однієї змінної {\displaystyle g(t)} послідовно приймає своє максимальне за модулем значення, при якому знаки функції в цих точках {\displaystyle g(t_{1}),} {\displaystyle g(t_{2}),...,} {\displaystyle g(t_{n})} — чергуються.
Така конструкція вперше з'явилася в теоремі про характеризацію полінома найкращого наближення, відкритій П. Л. Чебишовим в XIX столітті. Сам термін альтернанс був введений І. П. Натансоном в 1950-і роки.

## Теорема Чебишова про альтернанс
Для того, щоб многочлен {\displaystyle p_{n}^{*}} був поліномом найкращого наближення неперервної функції {\displaystyle x}, необхідно і достатньо існування на {\displaystyle [a,b]} принаймні {\displaystyle n+2} точок {\displaystyle t_{1}<...<t_{n+2}} таких що
{\displaystyle |x(t_{j})-p_{n}^{*}(t_{j})|=||x-p_{n}^{*}||,j=1,n+2}
{\displaystyle x(t_{j})-p_{n}^{*}(t_{j})=-(x(t_{j+1})-p_{n}^{*}{t_{(}j+1)}),j=1,n+1}